# Branchiocerianthus imperator
Branchiocerianthus imperator is een hydroïdpoliep uit de familie Corymorphidae. De poliep komt uit het geslacht Branchiocerianthus. Branchiocerianthus imperator werd in 1888 voor het eerst wetenschappelijk beschreven door Allman. 